# Fingers of fire
Fingers of fire is een livealbum van Gordon Giltrap. De titels verwijst enerzijds naar het brandende gevoel in de vingertoppen bij virtuoos gitaar spel, anderzijds naar het pijnlijke gevoel van mensen met artritis in de vingers. Het album is opgenomen voor de stichting ARC, voor mensen met artritis.
Het album werd in 2006 opnieuw uitgegeven onder de titel Captured from a point in time.

## Musici
- Gordon Giltrap – gitaar

## Muziek
| Nr. | Titel                | Duur |
| --- | -------------------- | ---- |
| 1.  | Appalachian dreaming | 3:42 |
| 2.  | A Dublin day         | 4:31 |
| 3.  | On camber sands      | 3:44 |
| 4.  | The picnic           | 4:18 |
| 5.  | Nursery chimes       | 2:23 |
| 6.  | The racer            | 3:49 |
| 7.  | Rainbow kites        | 2:56 |
| 8.  | At Giltrap’s bar     | 2:36 |
| 9.  | Here Comes the Sun   | 2:44 |
| 10. | Pedrolino            | 3;14 |
| 11. | The Lord’s Seat      | 2:34 |
| 12. | Under this blue sky  | 3:46 |
| 13. | Isabella’s wedding   | 3:49 |
| 14. | Heartsong            | 3:29 |
| 15. | Down the river       | 7:34 |
| 16. | Lucifers cage        | 6:22 |